# Monastero della Santissima Trinità (Catania)
Il Monastero della Santissima Trinità è un edificio settecentesco situato al centro di Catania.
Originariamente sede di un convento di clausura femminile, oggi è suddiviso in due aree principali di cui una ospita la Caserma dei Carabinieri del distretto di Piazza Dante, mentre l'altra il Liceo statale Enrico Boggio Lera.

## Storia

### Epoca aragonese
L'area occupata dal plesso conventuale originariamente era una insula della Catania romana.
Il primitivo monastero della Santissima Trinità era stato fondato nel 1349 grazie alle donazioni di Cesarea Augusta, una nobildonna catanese, originariamente ubicato sulla Luminaria (grossomodo corrispondente all'attuale via Etnea) più ad est, dove oggi è situato il Palazzo dell'Università.
Nel periodo in cui l'istituzione fu retta dai Canonici regolari di Sant'Agostino della «Congregazione di Valverde», era soggetta direttamente alla Santa Sede quale filiazione del monastero di Santa Maria di Valverde di Messina. La terminologia Valverde deriva dal nome della casa madre monastero di Valverde nelle Fiandre, in latino Virdis Vallis. Sottoposti alla giurisdizione della casa madre messinese erano i monasteri dell'Ordine in Sicilia, Calabria e Puglia.

### Epoca spagnola
Sulla nuova area furono eretti nel 1537 il monastero di Santa Maria della Raccomandata (o di Valverde) e la chiesa di San Nicolò dell'Oliva. La primitiva sede fu chiusa nel 1554 e spostata nelle nuove strutture nel 1566, l'edificio era circondato da mura che impedivano alle religiose di uscirne.
A metà del XVII secolo, erano censite 26 religiose ed era l'ottava istituzione più popolata della città. Nel 1669 l'edificio fu circondato, rimanendone tuttavia illeso, dalle colate laviche dell'eruzione dell'Etna, l'8 marzo da sud, il 30 aprile da nord.
Nella seconda metà del secolo erano censite 34 religiose, ma in seguito al terremoto del Val di Noto dell'11 gennaio 1693 ne morirono 28 (più dell'80%). La sua collocazione centrale permise tuttavia di essere inserito tra i sei edifici religiosi da ricostruire, altre sette istituzioni monastiche cittadine furono abbandonate. L'area delle strutture fu ampliata notevolmente rispetto al nucleo primario e i lavori furono affidati all'architetto Alonzo Di Benedetto, sostituito nel 1735 da Giovanni Battista Vaccarini, che contribuì notevolmente a dare alla città il caratteristico aspetto barocco, e dieci anni più tardi a Francesco Battaglia che si occupò prevalentemente della chiesa.
Negli anni trenta del Settecento il monastero si ripopolò fino ad ospitare 22 religiose, che continuarono ad osservare una rigida clausura, interrotta solo in occasione della festa del Santo Chiodo il 14 settembre. Nel corso della ricostruzione, si procedette a creare degli spazi che furono adibiti ad abitazioni e negozi e quindi affittati a terzi ricavandone proventi.

### Epoca contemporanea
Nel 1861 il livello della via Vittorio Emanuele II (all'epoca «Strada Reale») su cui il convento si affaccia, fu abbassato e le abitazioni si ritrovarono un piano più in alto rispetto alla sede stradale; si procedette quindi ad un'ulteriore ristrutturazione per rendere accessibili tutte le aree dell'edificio.
Il 30 luglio 1866, con l'emanazione delle leggi eversive e conseguente confisca dei beni ecclesiastici da parte del Regno d'Italia, il monastero della Santissima Trinità fu chiuso. Inizialmente fu assegnato al Provveditorato agli Studi, che ne fece un convitto femminile. Successivamente, la struttura ospitò la sede dello stesso provveditorato. Nell'ottobre 1923 divenne la sede del liceo scientifico "Principe Umberto". Il 1º ottobre 1967 il liceo fu trasferito nel quartiere Cibali e le classi rimaste nell'ex monastero formarono il Secondo Liceo Scientifico, poi ribattezzato Liceo Scientifico Statale "Enrico Boggio Lera".